# Campeonato Mundial de Atletismo de 2015 - Maratona masculina
A prova da maratona masculina do Campeonato Mundial de Atletismo de 2015 foi disputada dia 22 de agosto nas ruas de Pequim.

## Recordes
Antes desta competição, os recordes mundiais e do campeonato nesta prova eram os seguintes:
| Tipo                  | Atleta                 | Tempo   | Local  | Data                   | Ref |
| --------------------- | ---------------------- | ------- | ------ | ---------------------- | --- |
|                       | Dennis Kipruto Kimetto | 2:02:57 | Berlim | 28 de setembro de 2014 | ver |
| Recorde do campeonato | Abel Kirui             | 2:06:54 | Berlim | 22 de agosto de 2009   | ver |

## Medalhas
| Ouro                        | Prata               | Bronze              |
| Ghirmay Ghebreslassie (ERI) | Yemane Tsegay (ETH) | Solomon Mutai (UGA) |

## Cronograma
Todos os horários são locais (UTC+8).
| Data         | Hora  | Evento |
| ------------ | ----- | ------ |
| 22 de agosto | 07:35 | Final  |

## Resultado

### Final
A corrida teve início às 7:35. 
| Classificação     | Atleta                   | Nacionalidade   | Tempo   | Notas |
| ----------------- | ------------------------ | --------------- | ------- | ----- |
| Medalha de ouro   | Ghirmay Ghebreslassie    | Eritreia        | 2:12:28 |       |
| Medalha de prata  | Yemane Tsegay            | Etiópia         | 2:13:08 | SB    |
| Medalha de bronze | Munyo Solomon Mutai      | Uganda          | 2:13:30 |       |
| 4                 | Ruggero Pertile          | Itália          | 2:14:23 | SB    |
| 5                 | Shumi Dechasa            | Bahrein         | 2:14:36 |       |
| 6                 | Stephen Kiprotich        | Uganda          | 2:14:43 |       |
| 7                 | Lelisa Desisa            | Etiópia         | 2:14:54 |       |
| 8                 | Daniele Meucci           | Itália          | 2:14:54 |       |
| 9                 | Amanuel Mesel            | Eritreia        | 2:15:07 |       |
| 10                | Jackson Kiprop           | Uganda          | 2:15:16 |       |
| 11                | Chol Pak                 | Coreia do Norte | 2:15:44 | SB    |
| 12                | Alphonce Felix Simbu     | Tanzânia        | 2:16:58 |       |
| 13                | Javier Guerra            | Espanha         | 2:17:00 |       |
| 14                | Tsepo Ramonene           | Lesoto          | 2:17:17 | SB    |
| 15                | Berhanu Lemi             | Etiópia         | 2:17:37 |       |
| 16                | Abdelhadi El Hachimi     | Bélgica         | 2:17:41 |       |
| 17                | Aleksey Reunkov          | Rússia          | 2:18:12 |       |
| 18                | Solonei da Silva         | Brasil          | 2:19:20 |       |
| 19                | Tadesse Abraham          | Suíça           | 2:19:25 |       |
| 20                | Roman Fosti              | Estónia         | 2:20:35 |       |
| 21                | Masakazu Fujiwara        | Japão           | 2:21:06 | SB    |
| 22                | Mark Korir               | Quênia          | 2:21:20 |       |
| 23                | Cuthbert Nyasango        | Zimbabwe        | 2:22:15 | SB    |
| 24                | Wang Xu                  | China           | 2:23:08 |       |
| 25                | Ian Burrell              | Estados Unidos  | 2:23:17 | SB    |
| 26                | Célestin Nihorimbere     | Burundi         | 2:23:29 |       |
| 27                | Ezekiel Jafary           | Tanzânia        | 2:23:43 | SB    |
| 28                | Scott Smith              | Estados Unidos  | 2:24:53 | SB    |
| 29                | Anuradha Cooray          | Sri Lanka       | 2:25:04 |       |
| 30                | Cephas Pasipamiri        | Zimbabwe        | 2:25:05 | SB    |
| 31                | Roman Prodius            | Moldávia        | 2:26:46 |       |
| 32                | Edwin Kipchirchir Kemboi | Áustria         | 2:28:06 |       |
| 33                | Chin-Ping Ho             | Taipé Chinesa   | 2:28:14 |       |
| 34                | Siyang Guan              | China           | 2:30:17 |       |
| 35                | Henri Manninen           | Finlândia       | 2:30:22 | SB    |
| 36                | David Nilsson            | Suécia          | 2:31:24 |       |
| 37                | Gilbert Mutandiro        | Zimbabwe        | 2:31:35 |       |
| 38                | Ser-Od Bat-Ochir         | Mongólia        | 2:32:09 |       |
| 39                | Si-Hwan Noh              | Coreia do Sul   | 2:32:35 |       |
| 40                | Kazuhiro Maeda           | Japão           | 2:32:49 |       |
| 41                | Desmond Mokgobu          | África do Sul   | 2:34:11 |       |
| 42                | Fabiano Joseph           | Tanzânia        | 2:35:27 | SB    |
|                   | Wissem Hosni             | Tunísia         | DNF     |       |
|                   | Bekir Karayel            | Turquia         | DNF     |       |
|                   | Abraham Kiplimo          | Uganda          | DNF     |       |
|                   | Edmilson Santana         | Brasil          | DNF     |       |
|                   | Ivan Babaryka            | Ucrânia         | DNF     |       |
|                   | Oleksandr Babarynka      | Ucrânia         | DNF     |       |
|                   | Jeffrey Eggleston        | Estados Unidos  | DNF     |       |
|                   | Sibusiso Nzima           | África do Sul   | DNF     |       |
|                   | Gilberto Lopes           | Brasil          | DNF     |       |
|                   | Hasi Muhan               | China           | DNF     |       |
|                   | Richer Pérez             | Cuba            | DNF     |       |
|                   | Beraki Beyene            | Eritreia        | DNF     |       |
|                   | Carles Castillejo        | Espanha         | DNF     |       |
|                   | Mihail Krassilov         | Cazaquistão     | DNF     |       |
|                   | Seung-Yeop Yu            | Coreia do Sul   | DNF     |       |
|                   | Dennis Kipruto Kimetto   | Quênia          | DNF     |       |
|                   | Wilson Kipsang Kiprotich | Quênia          | DNF     |       |
|                   | Mohammad Jaafar Moradi   | Irão            | DNF     |       |
|                   | Aadam Ismaeel Khamis     | Bahrein         | DNF     |       |
|                   | Ali Hasan Mahbood        | Bahrein         | DNF     |       |
|                   | Adil Annani              | Marrocos        | DNF     |       |
|                   | Rachid Kisri             | Marrocos        | DNF     |       |
|                   | Abel Villanueva          | Peru            | DNF     |       |
|                   | Marius Ionescu           | Roménia         | DNF     |       |
|                   | Thabiso Benedict Moeng   | África do Sul   | DNF     |       |
|                   | Guor Marial              | Sudão do Sul    | DNS     |       |

Legenda
| Recorde mundial       | Recorde mundial (World record)               |                       | Recorde africano                      | Recorde africano (African) |                                           | Q | Classificado por posição (Qualified) |
| Recorde do campeonato | Recorde do campeonato (Championship record)  | Recorde da América    | Recorde da América (Americas)         | q                          | Classificado por melhor tempo (Qualified) |   |                                      |
| Melhor marca do ano   | Melhor marca do ano (World leading)          | Recorde asiático      | Recorde asiático (Asian)              | DNS                        | Não largou (Did not start)                |   |                                      |
| Recorde nacional      | Recorde nacional (National record)           | Recorde europeu       | Recorde europeu (European)            | DNF                        | Não terminou (Did not finish)             |   |                                      |
| Recorde pessoal       | Recorde pessoal do atleta (Personal best)    | Recorde da Oceania    | Recorde da Oceania (Oceania)          | DSQ / DQ                   | Desclassificado (Disqualified)            |   |                                      |
| Recorde da temporada  | Recorde da temporada do atleta (Season best) | Recorde sul-americano | Recorde sul-americano (South America) | NM                         | Sem marca (No mark)                       |   |                                      |